# 和田謹吾
和田謹吾（わだ きんご、1922年5月12日―1994年11月15日）は、日本近代文学の研究者、北海道大学名誉教授。
東京に国文学者和田信二郎の五男として生まれる。藤田圭雄のいとこ。1944年東京高等師範学校卒、土浦海軍航空隊に入隊し、敗戦後北海道大学法文学部国文科に入る。北海道大学教養部助教授、教授、1986年定年、北海道立文学館理事長を務めた。1987年北海道文化賞、1992年北海道新聞文化賞受賞。『風土のなかの文学』で提唱された「北海道の文学の四分類」は有名。

## 著書
- 『風土のなかの文学』北書房 1965
- 『島崎藤村』明治書院(近代作家叢書) 1966
- 『自然主義文学』至文堂 1966
- 『描写の時代 ひとつの自然主義文学論』北海道大学図書刊行会 1975
- 『埋み火抄』私家版 (観白亭叢刊 第1) 1982
- 『幻の著作集』私家版(観白亭叢刊 第2) 1985
- 『北海道の私』私家版(観白亭叢刊 番外篇) 1987
- 『私の札幌』私家版(観白亭叢刊 第3) 1987
- 『北海道文芸時評』私家版 (観白亭叢刊 第6)　1990
- 『夏目漱石 マイクロ版論文集』私家版(観白亭叢刊 第7) 1991
- 『島崎藤村 マイクロ版論文集2』私家版(観白亭叢刊 第8) 1992
- 『遠きにありて 回想』私家版 (観白亭叢刊 第9) 1993
- 『島崎藤村』翰林書房 1993

## 論文
- Cinii

## 参考
- 文藝年鑑2007

## 注
1. ↑  『回想遠きにありて』